# Ik kom weer thuis
Ik kom weer thuis is een lied van de Nederlandse zangeres Isabèl Usher. Het werd in 2022 als single uitgebracht.

## Achtergrond
Ik kom weer thuis is geschreven door Skylar Grey, Tor Erik Hermansen, Alexander Junior Grant, Jermaine Cole en Shawn Carter en geproduceerd door Isabèl Usher en Ketta. Het is een nummer uit het genre nederpop. Het lied is een bewerking van Coming Home van Diddy-Dirty Money en Skylar Grey uit 2010. Het nummer van Usher is een ode aan Nederland. Ze zingt over het land vanuit het perspectief dat ze in het buitenland zit. In het nummer benoemd ze diverse zaken die "Nederland Nederland maken". 
Usher maakte eerder andere versies van het lied, die ze plaatste op mediaplatform TikTok. Deze versies waren odes aan onder andere de steden Rotterdam, Amsterdam en Groningen. Het nummer is een overkoepelend nummer van al deze odes samengevoegd en dan gericht aan Nederland. De eerdere versies gingen vooral viraal onder voetbalfans van de desbreffende steden, waardoor Usher besloot om in de Nederland-versie meerdere verwijzingen naar voetbal te maken. Het lied werd door verschillende media's vergeleken met de andere odes aan Nederland klassiekers 15 miljoen mensen en Het land van....

## Hitnoteringen
De zangeres had succes met het lied in de hitlijsten van Nederland. Het bereikte de vijftigste plaats van de Nederlandse Single Top 100 en stond dertien weken in deze hitlijst. De Nederlandse Top 40 werd niet bereikt; het kwam hier tot de derde plaats van de Tipparade.